# Universidad y herbarium Jepson
La Universidad y el herbarium Jepson son dos herbarios separados en la Universidad de California en Berkeley. Estos museos botánicos de historia natural están situados en el piso bajo del edificio Valley Life Sciences, en el campus principal de la universidad. 

## Descripción
El objetivo del herbario universitario es global e incluye las plantas vasculares, briofitas, algas y hongos.
Existe cierto número de colecciones secundarias, tales como la colección de Frutas y Conos, el herbario hortícola y la colección de licores. Los holotipos se mantienen por separado para ambos herbarios.
El centro de interés del herbario Jepson, fundado por Willis Linn Jepson, son las plantas vasculares de California, incluida la flora autóctona de California. Se fundó para «entender y conservar la flora de California». Además de la investigación para los especímenes del herbario, el personal trabaja en proyectos botánicos entre los que se incluyen la actualización del Manual Jepson, así como los relacionados con los recursos en línea para la identificación de la flora de California. Varios talleres sobre temas botánicos y ecológicos están diseñados y enfocados a los entusiastas botánicos, desde principiantes a profesionales. 